# Potrero del Llano, Querétaro Arteaga
Potrero del Llano är en ort i Mexiko.   Den ligger i kommunen Landa de Matamoros och delstaten Querétaro Arteaga, i den centrala delen av landet, 210 km norr om huvudstaden Mexico City. Potrero del Llano ligger 1 452 meter över havet och antalet invånare är 119.
Terrängen runt Potrero del Llano är kuperad västerut, men österut är den bergig. Runt Potrero del Llano är det ganska tätbefolkat, med 72 invånare per kvadratkilometer. Närmaste större samhälle är Xilitla, 16,4 km nordost om Potrero del Llano. I omgivningarna runt Potrero del Llano växer huvudsakligen savannskog.